# Piégut-Pluviers
Piégut-Pluviers település Franciaországban, Dordogne megyében. Lakosainak száma 1178 fő (2022. január 1.). Piégut-Pluviers Champniers-et-Reilhac, Augignac, Abjat-sur-Bandiat, Busserolles, Saint-Barthélemy-de-Bussière és Saint-Estèphe községekkel határos.

## Népesség
A település népességének változása:
| Lakosok száma | 1545 | 1527 | 1471 | 1208 | 1226 | 1182 | 1166 | 1179 | 1187 | 1178 |
|               | 1968 | 1982 | 1990 | 2006 | 2013 | 2015 | 2017 | 2019 | 2020 | 2022 |